# Anton Burkard
Anton Burkard (* 18. August 1809 in Frankfurt am Main; † 17. Februar 1861 ebenda) war ein Politiker der Freien Stadt Frankfurt.
Anton Burkard studierte Rechtswissenschaften und wurde zum Dr. jur. promoviert. Er war Jurist und Fiscal in Frankfurt am Main.  Am 24. August 1848 wurde er in den dreißigköpfigen Verfassungsausschuss der Stadt gewählt, bei der folgenden Wahl am 25. Oktober 1848 wurde er in die Constituierende Versammlung der Freien Stadt Frankfurt gewählt. Daneben gehörte er 1846 bis 1853 dem Gesetzgebenden Körper an. 